# Four Corners (vierstatenpunt)

Four Corners is rood gemarkeerd op de grens van vier staten.

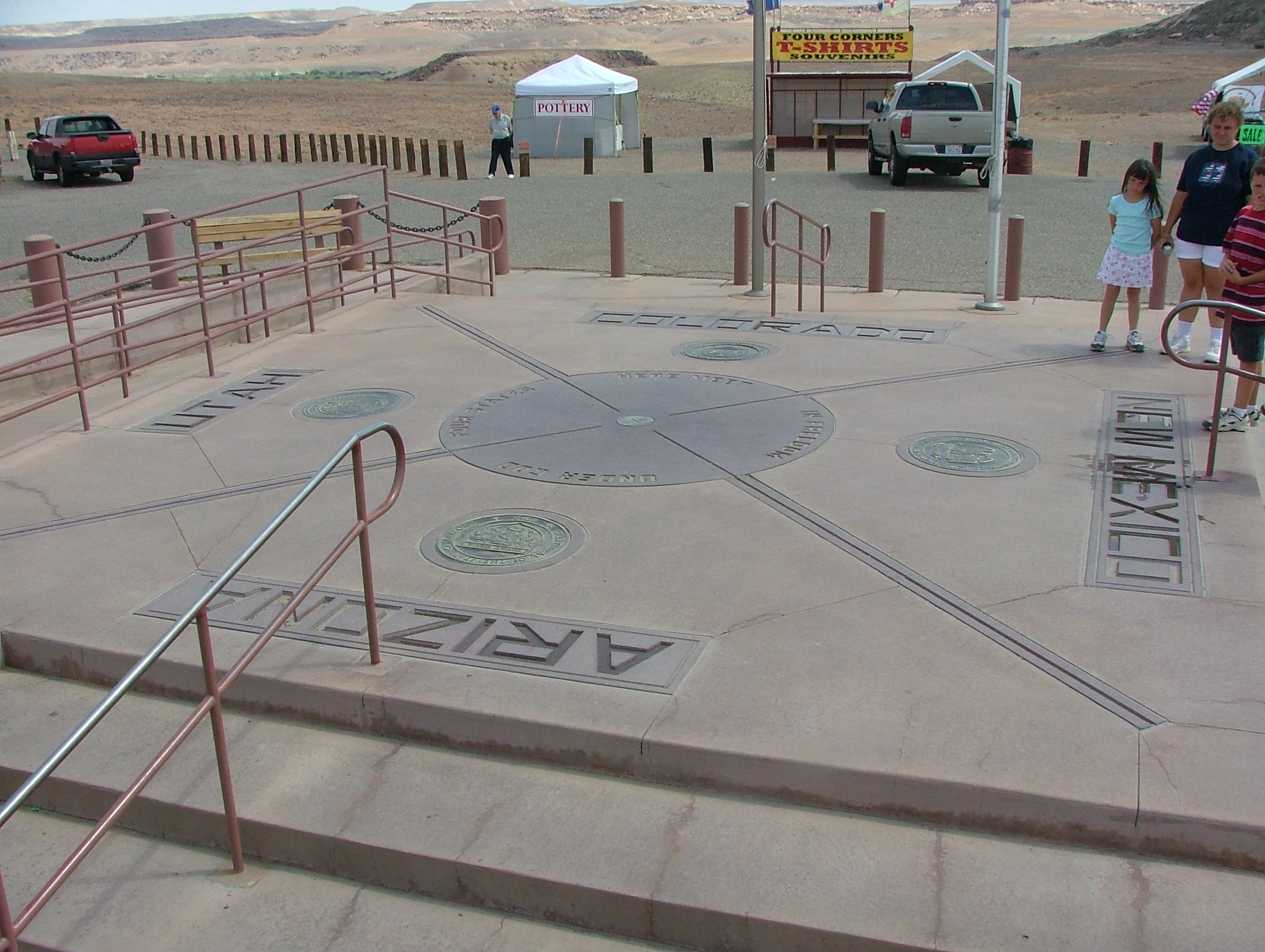
Monument

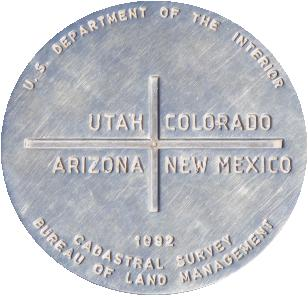
Detail

Four Corners verwijst naar het vierstatenpunt waar de Amerikaanse staten Arizona, Colorado, New Mexico en Utah aan elkaar grenzen. Daarnaast verwijst de benaming naar de regio rondom dit punt en naar het monument dat dit punt markeert.
Het punt waar de genoemde vier staten aan elkaar grenzen, bestaat uit een kruispunt van grenzen waarvan elke hoek negentig graden is. Het is het enige punt waar vier Amerikaanse staten samenkomen en is daarom (ondanks de afgelegen ligging) een toeristische trekpleister, evenals het nabijgelegen Monument Valley. Rond het monument verkopen lokale Navajo- en Ute-indianen souvenirs en voedsel. Om het monument te zien en te fotograferen moeten toeristen een toegangsticket kopen. Sinds 1908 komen hier toeristen om foto's van familie en vrienden te nemen bij het monument.
Four Corners is bereikbaar via U.S. Route 160 en New Mexico State Road 597. Het dichtstbijzijnde plaatsje is Teec Nos Pos, 10 kilometer van het monument.